# 페르솔
페르솔(Persol)은 선글라스와 안경테 제조를 전문으로 하는 이탈리아의 안경 브랜드이다. 세계에서 가장 오래된 안경 회사 중 하나이며 룩소티카 그룹이 소유하고 있다. 페르솔이라는 명칭은 "태양을 위한"을 의미하는 이탈리아어 per il sole에서 유래되었다. 1917년 주세페 라띠(Giuseppe Ratti)가 설립했으며 원래 조종사와 스포츠 드라이버를 대상으로 안경과 렌즈를 제조했다. 현재는 내구성이 뛰어난 스포츠 선글라스를 판매하고 있다. 안경테 부분의 은색 화살표는 페르솔의 상징적인 디자인이다.

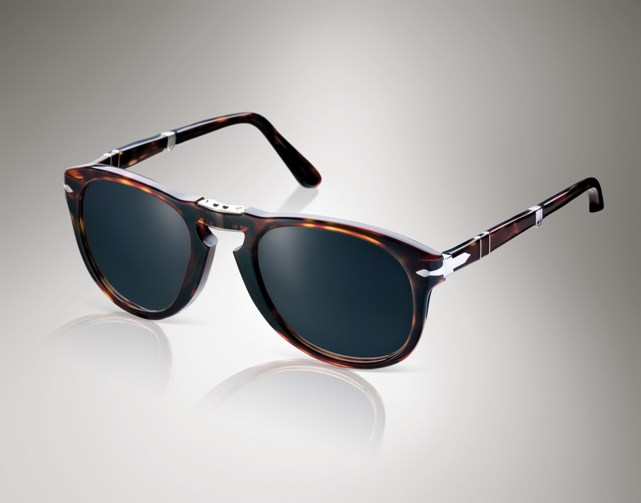
페르솔의 선글라스

## 역사

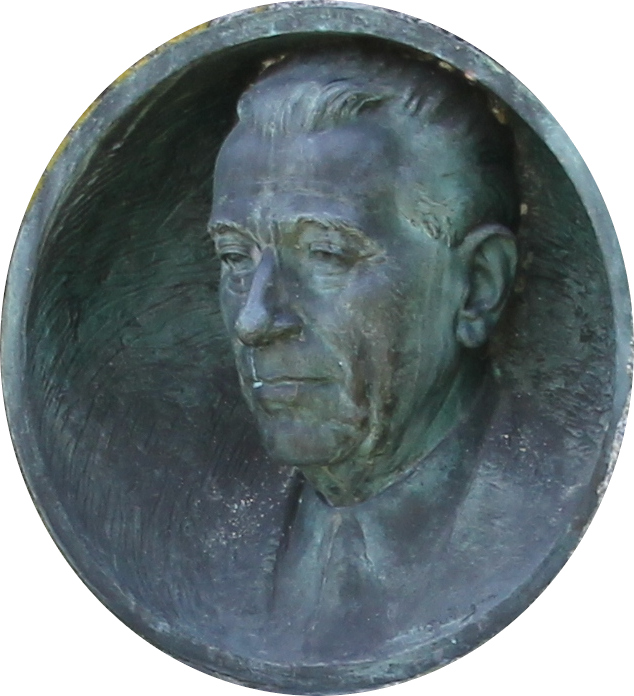
페르솔의 설립자 주세페 라띠(Giuseppe Ratti)

1917년 Berry Optical의 소유주인 주세페 라띠(Giuseppe Ratti)는 운동선수와 조종사를 위한 최초의 안경과 렌즈를 생산하기 시작했다. 페르솔은 특허 받은 메플렉토(Meflecto) 시스템으로 알려진 유연한 스템을 개발했는데, 이는 안경 전용의 최초의 스프링 힌지 중 하나였다. 페르솔은 1962년 미국에 처음 소개되었으며 1991년 베버리힐스의 로데오 드라이브에 첫 번째 매장을 오픈했다.

## 기술
현재 모든 페르솔의 플라스틱 안경은 아세트산 셀룰로스를 사용하여 이탈리아에서 제조된다.

## 같이 보기
- 레이밴
- 젠틀몬스터